# Araklovon

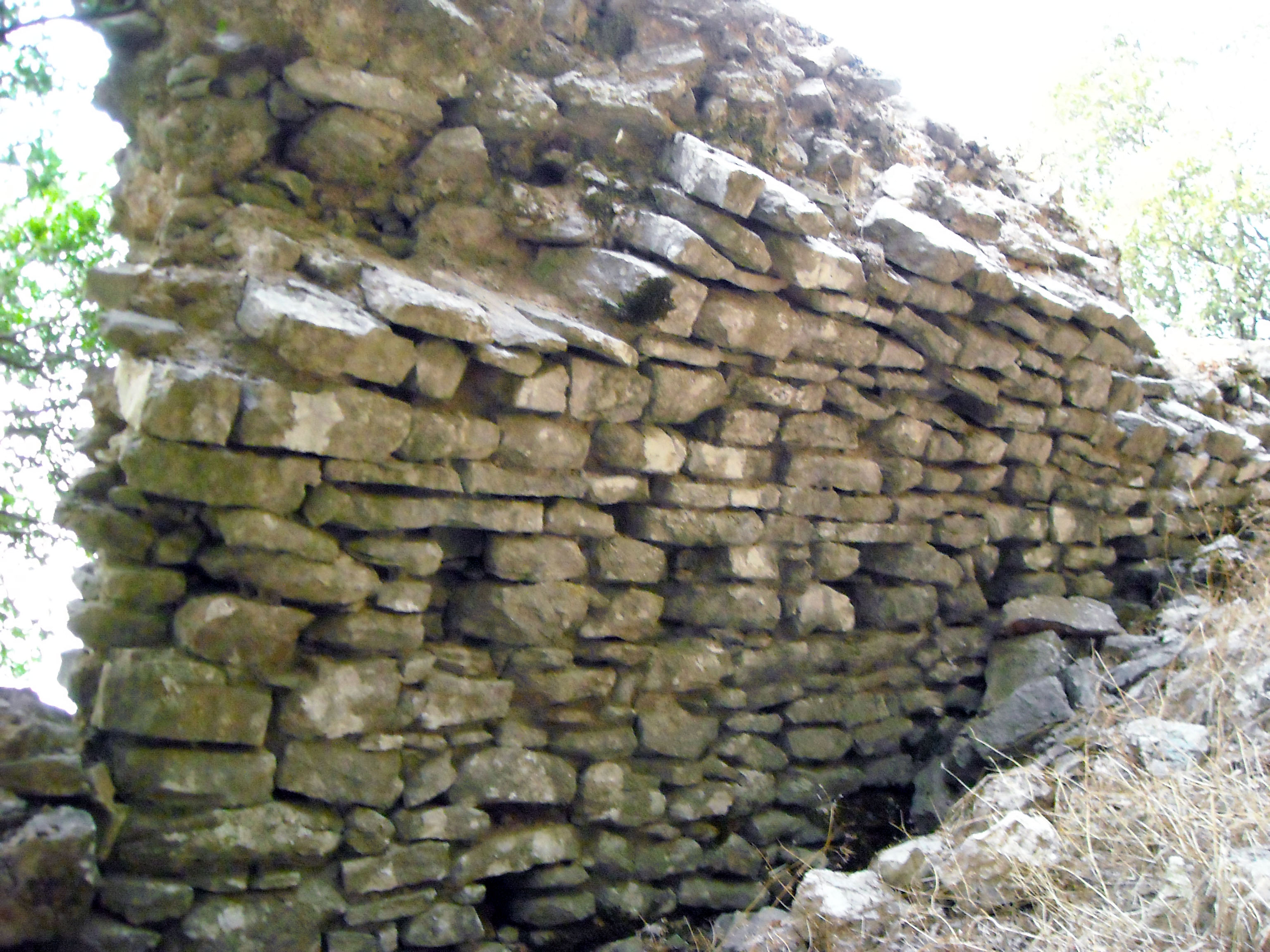
Mauer am Berg Minthi, einer der möglichen Standorte der Burg.

Araklovon (griechisch Ἀράκλοβον, auch: Oreoklovon - Ὀρεόκλοβον; im französischen: Bucelet) war eine mittelalterliche Festung aus byzantinischer Zeit im damaligen Gebiet von Skorta im Südwesten des Peloponnes.

## Geschichte
Die Festung hatte besondere strategische Bedeutung, da sie am Eingang zu einem Bergpass (droungos) lag, der aus den Küstenebenen von Elis nach Skorta und ins Innere der Halbinsel führte. Die Herkunft des griechischen Namens ist unklar. Viele Etymologien wurden erstellt, unter anderem "Berg-Käfig" und Anklänge an Herakles, obwohl in der Gegend keine Anzeichen von einem entsprechenden Heiligtum bekannt sind. Ähnlich unbestimmbar ist auch der fränkische Name in seinen verschiedenen Formen (Bucel[l]et, Bucello, Polcellecto, Porcelle, Bucel[l]etto).
Zur Zeit des Vierten Kreuzzuges machten sich Wilhelm I. von Champlitte und Gottfried von Villehardouin 1205 daran, die Peloponnes zu erobern. Araklovon stand zu dieser Zeit unter der Herrschaft von Doxapatres Boutsaras. Die Kreuzfahrer versuchten, die Festung zu stürmen, scheiterten aber. In der aragonesischen Version der Chronik von Morea wird berichtet, dass sie dann einen Teil ihrer Truppen zur Belagerung vor Ort ließen. Dies habe bis 1210 gedauert. Die Festung wird danach erst bei der Revolte der Bewohner von Skorta, 1264, erwähnt und dann nochmals in den späten 1270ern, als Godefroy II. von Bruyères die Festung durch eine Kriegslist einnahm bei dem Versuch, das Erbe seines Onkels, Godefroy von Briel, zu erobern. Danach rief er die Byzantiner von Mystras zu Hilfe, die jedoch von dem fränkischen "Captain von Skorta", Simon von Vidoigne, aufgehalten wurden. Geoffrey wurde gezwungen zu kapitulieren.
Danach lag die Festung im Hoheitsgebiet der Baronie von Karytaina und kam im frühen 14. Jahrhundert zum fürstlichen Lehen. Noch 1391 berichten Aufzeichnungen, dass die Siedlung in der Nähe der Festung 100 Herdfeuer zählte. Zu Beginn des Osmanisch–Venetischen Krieges (1463–1479) wurde die Festung von den Venezianern erobert, 1467 jedoch wieder von den Osmanen eingenommen.

## Lokalisierung
Ab dem 16. Jahrhundert verschwindet die Festung aus den Quellen und aus den lokalen Ortsnamen. Verschiedene Gelehrte bemühen sich seither um eine genaue Lokalisierung. Die Festung wurde mit Palaiokastro (Sarakini), Platiana (Acumba), Samiko an der Küste, oder Chrysouli am Berg Minthi und am Gipfel des Berges Smerna identifiziert. Die letzteren beiden werden am häufigsten mit dem mittelalterlichen Araklovon identifiziert.